# Giovanni Marini
Giovanni Marini (Sacco, 1º febbraio 1942 – Salerno, 23 dicembre 2001) è stato un anarchico e poeta italiano.
Divenne noto per aver accoltellato e portato alla morte Carlo Falvella, un giovane militante del FUAN durante un agguato subito: pertanto fu condannato a 12 anni di reclusione, scontandone 7 grazie a diversi sconti di pena. In seguito pubblicò libri di poesia e prosa, venendo talvolta identificato con l'espressione "il poeta dei folli e dei giusti".

## Biografia

### Gioventù
Nato a Sacco in Campania, a soli dieci anni si trasferì a Salerno con la famiglia. Cresciuto in una situazione sociale di disgregazione e miseria, comincia ben presto ad avvicinarsi al Partito Comunista Italiano impegnandosi attivamente nella campagna elettorale del deputato comunista Gaetano Di Marino. A ventidue anni si diploma in ragioneria. In seguito gli fu difficile trovare un impiego e secondo lo stesso Marini ciò avvenne a causa della sua militanza comunista. Milita a lungo nel PCI, da cui esce per le sue posizioni anarchiche.
A ventisei anni emigra al nord ed a Monza viene assunto in fabbrica come operaio. È la Milano operaia dell'autunno caldo. Ma dopo pochi mesi arriva il licenziamento, a causa del suo impegno politico e nel 1970 rientra a Salerno dove torna riprende l'impegno politico. Svolge una personale contro-inchiesta relativa all'incidente di Ferentino collegato con i fatti di Reggio. Secondo le sue indagini l'autista dell'autocarro che ha provocato la morte dei ragazzi era un dipendente di Junio Valerio Borghese.

### La morte di Falvella

Carlo Falvella morì a seguito di una pugnalata all'aorta inferta dallo stesso Marini

Il 7 luglio 1972 sul lungomare di Salerno, verso le 19.30 Marini e Giovanni Scariati, entrambi aderenti ai gruppi anarchici, ebbero un primo diverbio con Carlo Falvella e Giovanni Alfinito, entrambi militanti del Fronte Universitario d'Azione Nazionale, con cui si erano casualmente incrociati. Scariati raccontò poi alla polizia di aver evitato il degenerare della situazione portando via l'amico. Dopo circa due ore in via Velia si ripeté il diverbio, ma ai due anarchici si era aggiunto Francesco Mastrogiovanni. Marini, che nel frattempo si era recato a casa e si era armato di un coltello, impugnò l'arma e affrontò i due missini. Falvella, fu pugnalato all'aorta e morì poco dopo in ospedale e Alfinito fu invece ferito all'inguine. Nel corso della colluttazione anche Mastrogiovanni fu ferito alla gamba. Dopo lo scontro i tre anarchici fuggirono rendendosi irreperibili, ma Marini la sera stessa si costituì ai carabinieri e fu arrestato. Marini così ammise il 9 luglio 1972:
(Testimonianza di Giovanni Marini.)
L'8 luglio la federazione salernitana del PCI guidata da Giuseppe Amarante espresse il proprio sdegno, non mancando tuttavia di sottolineare il proprio allarme nei confronti delle "violenze fasciste". Relativamente all'omicidio scrisse: "La federazione comunista salernitana esprime il proprio profondo cordoglio per la giovane vita stroncata e lo sdegno e la condanna più netta per il ricorso alla violenza". Mentre lo stesso giorno Lotta Continua ignorò le responsabilità degli extraparlamentari di sinistra che avevano causato la morte di Falvella, dichiarando: "Le provocazioni fasciste ci sono, e crescono, e il problema concreto urgente che pongono è quello della risposta militante che, cinquant'anni fa come oggi, rappresenta l'unica possibilità per proletari e compagni".

### La campagna innocentista di Soccorso Rosso
Poco dopo l'omicidio e la confessione di Giovanni Marini Soccorso Rosso Militante organizzò una campagna tesa a dimostrare l'innocenza di Marini nel corso della quale Dario Fo si schierò in prima linea.
A questo punto Giovanni Marini il 25 agosto 1972, con una lettera dal carcere rettificò la propria posizione:
(Testimonianza di Giovanni Marini.)
Nel 1974, nel corso del processo, Soccorso Rosso pubblicò un pamphlet intitolato "Il caso Marini" nel quale si illustrava una posizione di difesa nei confronti dell'anarchico. Parteciparono alla stesura del documento Pio Baldelli, Lanfranco Binni, Marco Boato, Sandro Canestrini, Dario Fo, Giambattista Lazagna, Sebastian Matta, Franca Rame, Giulio Savelli, Giuliano Spazzali e Pietro Valpreda.

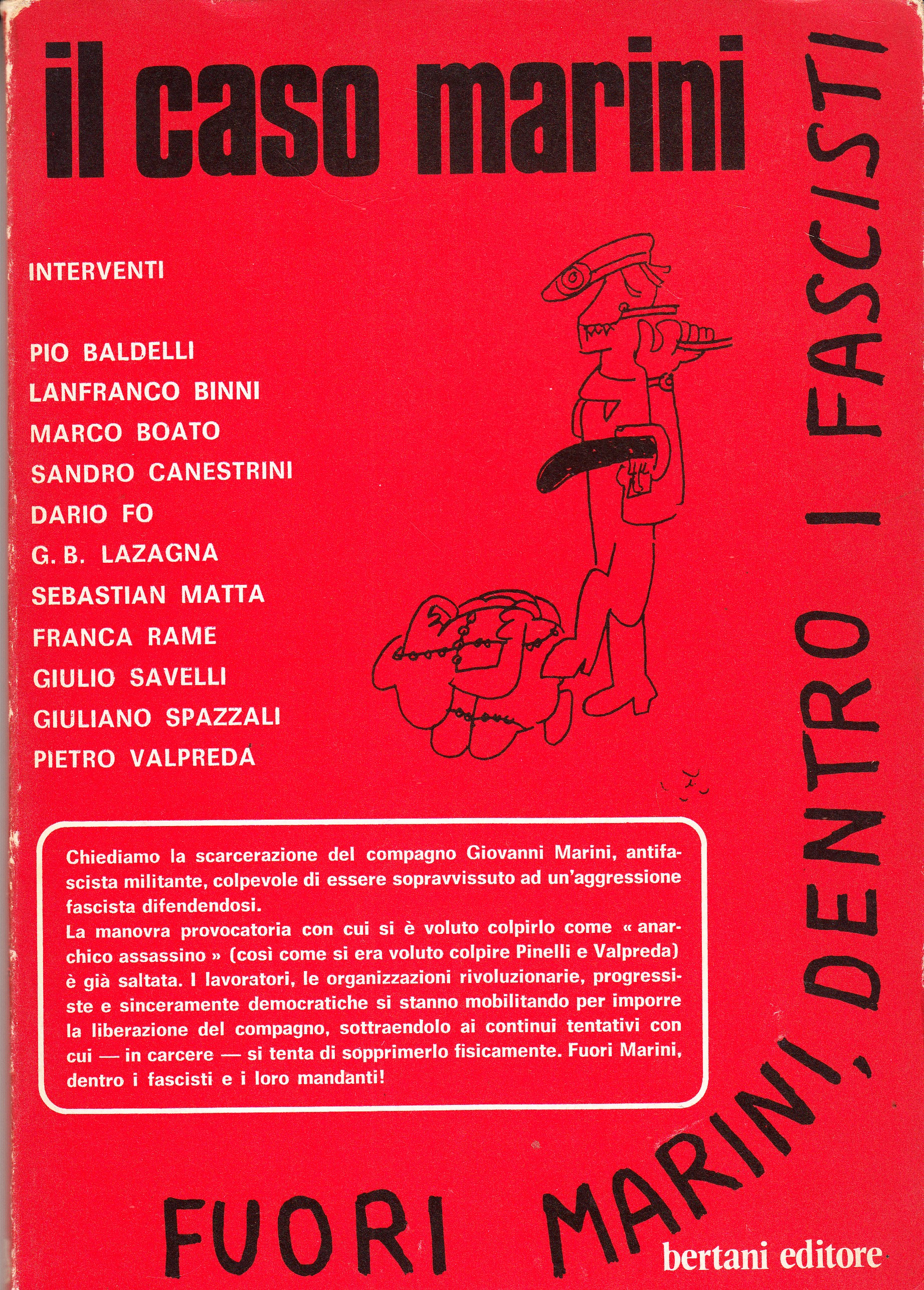
Piatto di copertina del libro Il caso Marini a cura di Soccorso Rosso Militante

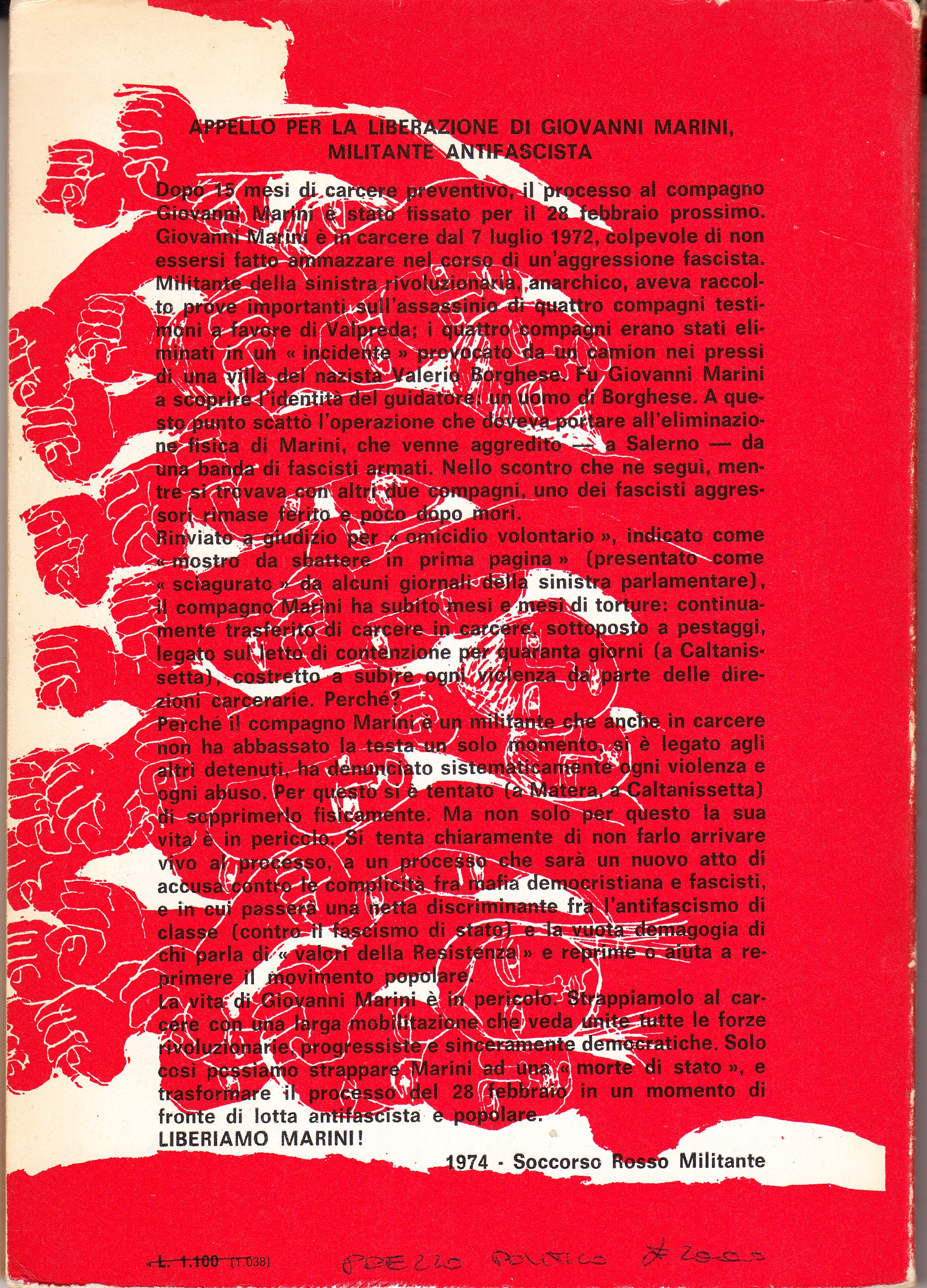
Retro di copertina del libro Il Caso Marini a cura di Soccorso Rosso Militante

Soccorso Rosso propose una ricostruzione dei fatti in cui Falvella e Alfinito, oltre ad essere accompagnati da un'altra decina di fascisti, sono anche armati di coltello. 
(Secondo la ricostruzione di Soccorso Rosso Militante.)
Lo stesso giugno l'avvocato Giacomo Mele, esponente missino di rilievo che rappresentava la famiglia Falvella, fece stampare in risposta al pamphlet preparato da Soccorso Rosso un altro documento intitolato: "Marini, una marionetta del sistema".

### Il processo
Giovanni Scariati fu prosciolto in istruttoria. Francesco Mastrogiovanni, pur rimasto ferito nel corso della rissa, scontò un breve periodo di detenzione e fu imputato per rissa. Marini invece restò in carcere, per essere messo sotto processo, insieme a Mastrogiovanni, il 28 febbraio 1974. In questo periodo, Marini divenne un leader di un movimento per i diritti dei carcerati. Entrò infatti nella redazione del periodico "Carcere Informazione" diretto da Giuliano Capecchi ed edito dal Centro di documentazione di Pistoia. Nella redazione c'erano anche Giovan Battista Lazagna e lo scrittore Vittorio Baccelli.
Il processo Marini e la sua lunga detenzione in carcere, uniti alla ricostruzione secondo cui lo scontro in cui era morto Falvella fosse da attribuirsi a una provocazione dei fascisti, fecero di Marini un eroe della sinistra extraparlamentare italiana (mentre il PCI prese le distanze dal caso, definendo Marini uno "sciagurato anarchico"). Lotta continua, per esempio, sostenne che l'incarcerazione di Marini era "un'odiosa vendetta del potere" (12 luglio 1974); il motto "libertà per Giovanni Marini" si diffuse in tutte le associazioni di sinistra radicale.
Su di lui fu scritta la canzone Liberiamo Marini (Canzoniere di Salerno 1974).
In favore di Marini si mobilitò anche Umberto Terracini, già presidente dell'Assemblea Costituente e firmatario della Costituzione italiana, che successivamente entrerà nel collegio difensivo.
In un anno e mezzo, durante la detenzione preventiva, viene trasferito in 15 carceri in tutta Italia, lottando e denunciando le condizioni igieniche-sanitarie delle prigioni tramite un documento firmato "I carcerati rossi". Per questo subisce violenti pestaggi. In tutta Italia nascono movimenti di solidarietà e manifestazioni per la liberazione dell'anarchico.
La situazione di tensione condusse anche a un trasferimento del processo da Salerno a Vallo della Lucania per motivi di ordine pubblico. Nel 1975 Marini fu condannato a dodici anni di carcere (successivamente ridotti a nove, di cui ne furono scontati sette) per omicidio preterintenzionale aggravato e concorso in rissa.
Fu durante la carcerazione che scrisse il libro di poesie E noi folli e giusti, che vinse il Premio Viareggio, sezione "Opera prima". Numerosi personaggi di spicco della cultura italiana si espressero a favore dell'opera poetica di Marini; tra gli altri, Alberto Moravia, Camilla Cederna e Dario Fo. Oltre ai folli e giusti, Marini scrisse diverse altre opere, tra cui Di sordomuti post, Antonio per inerzia, Il bambino chiamato Zio Ciccio.

### Dopo il rilascio
Dopo sette anni viene rimesso in libertà (1979), confinato per un anno, e tre ancora da scontare in libertà vigilata, Marini ottenne un lavoro da parte del presidente della Comunità Montana Vallo di Diano di Padula, il socialista Gerardo Ritorto. Nonostante questa opportunità, Marini andò progressivamente emarginandosi sia dalla politica che dalla vita sociale in genere. Nel dicembre del 1982, appena terminato il periodo di libertà vigilata fu arrestato a Salerno con l'accusa di appartenenza alle Brigate Rosse, risultando poi innocente.

### La morte
Marini morì di infarto il 23 dicembre 2001, all'età di 59 anni. Franca Rame, in una intervista pubblicata sul quotidiano di Salerno la Città il successivo 28 dicembre, sostenne di aver saputo in via confidenziale che Marini "preferì addossarsi le colpe per non far finire nei guai un compagno più giovane". Questa ipotesi non è però condivisa da molti che conobbero Marini (Capecchi, Baccelli) che, al contrario, hanno spesso rilevato come lui si sentisse in colpa per aver tolto la vita ad un giovane suo coetaneo.

## Opere
- Noi folli e giusti, Premio Viareggio opera prima, Marsilio Editore, 1975.
- Di sordomuti posti, romanzo 1981.
- Antonio per inerzia, Edizioni Tracce, Pescara 1989 (racconto lungo).
- Antologia poetica, Edizioni Tracce, Pescara 1989.
- Il bambino chiamato Zio Ciccio, Ed. Poligraf, Salerno 1999.